# Muricanthus
Muricanthus är ett undersläkte inom släktet Hexaplex som tillhör familjen purpursnäckor (Muricidae). Undersläktet godkänns inte av alla zoologer.

## Lista över arter
- Hexaplex (Muricanthus) ambiguus – Reeve 1845
- Hexaplex (Muricanthus) brassica – Lamarck 1822
- Hexaplex (Muricanthus) erythrostomus – Swainson 1831
- Hexaplex (Muricanthus) fulvescens – Sowerby 1834
- Hexaplex (Muricanthus) megacerus
- Hexaplex (Muricanthus) nigritus
- Hexaplex (Muricanthus) princeps
- Hexaplex (Muricanthus) radius
- Hexaplex (Muricanthus) regius - Swainson 1821